# Investigația criminală

## Introducere
Investigația criminală este demersul științific prin care se studiază, cercetează și interpretează fenomenologic viața criminalului și crima, așa cum se petrece în realitatea faptelor, în scopul descoperirii autorilor și adevărurilor necunoscute sau ascunse. 
Literatura română de specialitate legitimează sintagma „știință criminală” prin definiția dată de profesorul Ionel Tanoviceanu: „Se dă numirea de știință criminală acelui sistem de discipline care au ca obiect studiul crimei și criminalității ca fenomene naturale, sociale și juridice”. Există două aspecte importante:
·        Știința investigației criminale este chemată să studieze, cerceteze și interpreteze sistemul structural funcțional de acte ale acțiunii criminale.
·        Sfera descoperirii este sfera operațiunilor specializate realizate de analiști ai acțiunilor criminale, chemați când autorul acțiunii criminale nu este cunoscut, sau atunci când se apreciază că probele privind vinovăția nu sunt suficiente sau întemeiate.

## Structura disciplinelor științei investigației criminale
Disciplinele cunoașterii sau cele ale amfiteatrului, privesc formarea, specializarea și perfecționarea aspiranților din perspectiva cercetării fundamentale: drept și procedura penală; drept și procedura civilă; istoria crimei; filozofia crimei și a criminalului; psihologia și sociologia criminală generală; criminologie și victiminologie. Cunoștințele disciplinelor cunoașterii le găsim în rafturile manualelor universitare.
           Disciplinele descoperirii sau disciplinele mesei de lucru: criminalistica și tehnica polițienească aplicată; medicina legală și antropologia criminală aplicată, asociate cu: lingvistica aplicată; psihanaliza aplicată; matematica aplicată; biomecanica aplicată; fenomenologia aplicată….
Procedura investigației criminale. Dacă procedura penală se definește ca acea parte a legislației penale care se ocupă de organizarea și competența autorităților însărcinate cu cercetarea și urmărirea penală, procedura investigației criminale o putem defini ca acea parte a normelor profesionale și bunelor practici, care se ocupă cu organizarea și competența autorităților însărcinate cu descoperirea autorilor și a adevărurilor necunoscute sau ascunse.
Investigația criminală are în vedere, deopotrivă, normele constatării situațiilor de fapt, indicate de codul de procedură penală (Tit. IV probele, mijloacele de probă și procedee probatorii Cap. I la XI), cât și normele ce privesc organizarea profesiei (procurori, ofițeri, experți, cercetători). În discuție apar și normele legislației privind cercetarea științifică, respectiv, O.G. 57 2002 și LEGEA nr. 319/2003, norme ce privesc aplicațiile metodelor și procedeelor științelor, precum și statutul și etica analistului.

## Istoricul și evoluția științei investigației criminale în România
Istoria științei investigației criminalecuprinde trei etape importante: medievală, modernă și contemporană. 
În etapa medievală, care a durat din secolul al VII-lea până în anul 1821, au avut loc momente cruciale precum prima autopsie, prima consultație medico-legală pe o persoană în viață, primul certificat medico-legal și primele analize chimice cu caracter medico-legal. 
În etapa modernă, care a început în anul 1821 și a durat până în anul 1918, au avut loc evenimente importante precum înființarea primei școli de medicină din București, apariția primilor profesori de medicină legală, înființarea primelor catedre de medicină legală cu rol formator și inaugurarea primelor institute de medicină legală. Institutul de medicină legală Mina Minovici din București a fost fondat în anul 1892, iar cel din Cluj în anul 1919.
În etapa contemporană, care a început în anul 1918 și continuă până în prezent, s-a dezvoltat legislația, sistemele de învățământ și organizările aplicative, respectiv noile institute de criminalistică, expertize criminalistice și de criminologie. Perioada interbelică a fost marcată de dezvoltarea școlii de medicină legală și poliție științifică sub îngrijirea fraților Mina, Nicolae și Ștefan Minovici și a dr. Constantin Țurai, care au fost reprezentanți ai școlii occidentale.
După evenimentele istorice din 3 ianuarie 1948, care au dus la abdicarea forțată a Regelui Mihai, conceptele școlii occidentale au fost abandonate tacit în favoarea conceptelor școlii răsăritene. Această schimbare nu a presupus abandonarea experiențelor și preceptelor profesionale, care erau deja dobândite și aplicate de foștii comisari de poliție formați în academiile și școlile superioare din capitalele europene precum Paris, Berlin, Lisabona și Londra.
Faptul că profesioniștii vechii poliții criminale, adevărați oameni de știință ai descoperirii, au fost menținuți în sistemul milițienesc până la formarea noilor cadre ale „miliției populare” a făcut ca aspiranții să împărtășească filozofia existențială a polițistului occidental. 
Acest proces nu este încheiat nici astăzi. Deși numele comisarilor formați în academiile occidentale au fost șterse din paginile istoriei polițienești, spiritul experienței și voinței lor îl regăsim și astăzi.

## Personalități
Iată o prezentare a polițistului postbelic, elev al vechilor comisari cu studii în academiile europene, Dumitru Ceacanica,reper al poliției române: pălărie, pantofi impecabili, din piele, parcă venea de undeva de pe ecran. Făcea o notă discordantă cu oamenii timpului de atunci. La el, lumea era domnule, distinse domn. Avea o privire tăioasă, ochi ageri. S-a adresat unui aspirant (Tudorel Butoi): „Dumneata ești psihologul? Înseamnă că ai terminat Psihologia. Hm, poate era mai bine să fi terminat Facultatea de Drept. Sau, și mai bine, să nu fi terminat nici una dintre ele, dar să fi avut academia străzii.“ Dumitru Ceacanica și filozofia existențială a școlii române de poliție științifică.
Lângă acest nume mai putem adăuga: Iuliu Andrei, Marian Nazt, Manon Florescu, Ion Negulescu, Veber Rudolf, Chiriac Paul, Irimescu Mihai, Tarnovschi Puiu, Blaga Ion, Cornățeanu Octavian, Neculai Zamfirescu, Guran Lucian, Dan Antonescu, Ion Pitulescu, Banu Andrei, Bițu Gheorghe, Irimescu Gheorghe, Motorga Ilie, Matei Constantin, Popescu Mihai, Ciocârlie  Sebastian

## Lucrări de referință
Revederea conceptelor școlii europene de poliție științifică, abandonate după război în favoarea conceptelor școlii răsăritene, s-a făcut în anul 1984, prin chiar titlul cursului predat de prof. Emilian Stancu la Universitatea București „Investigarea științifică a infracțiunilor – curs de criminalistică”.
Emilian Stancu dorea „mai multă știință - pentru știința care caută adevărurile în științe” și care nu putea fi decât „știința investigației criminale”. Astfel s-a acreditat ideea asocierii tuturor domeniilor științifice. Profesorul Stancu, atunci rector al Academiei de poliție „Alexandru Ioan Cuza”, pregătea prima școală doctorală în domeniul descoperirii, școala doctorală centrată pe educație și cercetare științifică.
În anul 1984, profesorul Emilian Stancu a predat cursul de criminalistică la Universitatea București, intitulat "Investigarea științifică a infracțiunilor". Acest curs a avut un mesaj clar: criminalistica este o disciplină științifică, care poate fi asociată cu toate celelalte domenii ale științei investigației criminale.
Emilian Stancu, care era la acea vreme rector al Academiei de Poliție "Alexandru Ioan Cuza", a dorit să promoveze mai multă cercetare științifică în domeniul descoperirii. Astfel, a pregătit prima școală doctorală în acest domeniu, concentrându-se pe educație și cercetare științifică.
În anul 1996, școala doctorală și-a deschis porțile, iar una dintre primele teze de doctorat a fost intitulată "Investigarea științifică a infracțiunilor de omor rămase cu autori necunoscuți", a dlui Neculai Spirea Zamfirescu. Această teză a reprezentat prima lucrare a școlii române de investigație criminală, realizată prin cercetare științifică aplicată.
Profesorul Emilian Stancu a susținut evoluția conceptului de știință a investigației criminale, iar înființarea primului Centru de Cercetări Aplicate în domeniul investigației criminale și apariția Revistei Române de Psihocriminalistică au reprezentat un pas important în acest sens. În anul 2019, profesorii Emilian Stancu, Valentin Iftenie, Florin Sandu și Tudorel Butoi au recomandat publicarea lucrării Știința investigației criminale - Teoria argumentării și gândire critică, semnată de dr. Neculai Spirea Zamfirescu, care cuprinde trei volume:
1. Procedura investigației criminale;
2. Reconstrucția scenei unei crime;
3. Semantica și psihanaliza mijloacelor de probă. Această lucrare reprezintă o contribuție importantă la istoria științei investigării criminale în România, intrucat face prima referire la „Procedura investigației criminale” și aduce pe masa de lucru a specialiștilor, în analiza acțiunilor criminale, rezultate ale cercetărilor aplicative independente, marcate de spiritul discursului cartezian asupra metodei și ideea „restructurării științei”.
Din această perspectivă, „restructurarea științei” are semnificația unei operațiuni de observare a întregului edificiu al mijloacelor de probă, găsirea metodei celei mai bune care asigură evidența adevărurilor descoperite și reclădirea pe principiile științelor adevărurilor clare, evidente și distincte.
Ideea „restructurării științei” leagă Investigația criminală de Filozofia științei care studiază fundamentele filozofice, ipotezele și implicațiile științei. Metodele investigației criminale: identificarea unui câmp criminal; reconstrucția scenei unei crime, sinucideri sau accidentalități; semantica și psihanaliza mijloacelor de probă; identificarea modului de operare; portretistica de identificare a persoanelor și determinarea structurii și concepției sistemelor criminale au fost definite și dezvoltate pe calea cercetării aplicative.
Rezultate ale cercetărilor fundamentale au fost publicate în revistele: Juridice.ro; Universul Juridic.ro;, Studia Universitatis Cluj-Napoca; revista de Criminologie și Penologie; Revista Română de psihocriminalistică; Colecțiile de articole ale Academiei Române - Institutul de Cercetări Juridice „Acad. Andrei Rădulescu”; Revista Legea și Viața - Republica Moldova; „Internațional Journal of Law and Society”.

## Proiect de cercetare științifică în derulare
„Enciclopedia metodelor logice certe și ușoare”, o lucrare care să devină prima autoritate în domeniul științei investigației criminale, utilă învățării și practicării profesiei, o lucrare dincolo de comparație prin faptul că nu va fi o lucrare lexicografică, ci o lucrare a metodelor și modelelor științifice, logice, certe și ușoare, considerate corecte, de încredere și bine scrise.